# María Antonieta Duque
María Antonieta Duque (sinh ngày 2 tháng 3 năm 1970) là người dẫn chương trình truyền hình, diễn viên hài và nữ diễn viên người Venezuela.
Cô đã học diễn xuất tại học viện nổi tiếng ở thành phố Luz Columbiaa dưới sự hướng dẫn của giáo sư Nelson Ortega.
Sự nghiệp truyền hình của cô bắt đầu vào năm 1989 trong chương trình hài kịch phác họa Bienvenidos. Cô đã nhận được vai diễn đầu tiên của mình trong telenovela Amantes de Luna Llena vào năm 2000.

## Telenovelas
- Amantes de Luna Llena (2000) trong vai Angelica
- Guerra de teeses (2001) là Blanca
- Las González (2002) là Gardenia
- Ángel Rebelde (2004) trong vai Rubi
- El amor las vuelve locas (2005) với tên Amapola
- Voltea pa 'que te enamores (2007) với tên Matilde Sanchez
- ¿Vieja Yo? (2009) với tên Tamara Lujan de Fuentes / Maricarmen
- La viuda joven (2011) với vai Iris Fuenmayor / Vilma Bravo
- El árbol de Gabriel (2012) với vai Patricia
- Válgame Dios (2012) trong vai Gloria Zamora
- Corazón Esmeralda (2014) với vai Blanca Aurora López
- Entre tu amor y mi amor (2016) với vai Ricarda Blanco "Rika White"

## Chương trình
- Bienvenidos